# Sherwood Manor, Connecticut
Sherwood Manor är en ort (CDP) i Hartford County, i delstaten Connecticut, USA. Enligt United States Census Bureau har orten en folkmängd på 5 410 invånare (2010) och en landarea på 8,1 km².